# Захаров, Дмитрий Васильевич
Дмитрий Васильевич Захаров (1876 — не ранее 1931) — русский юрист, грузинский политик, член Учредительного собрания Республики Грузия (1919—1921).

## Биография

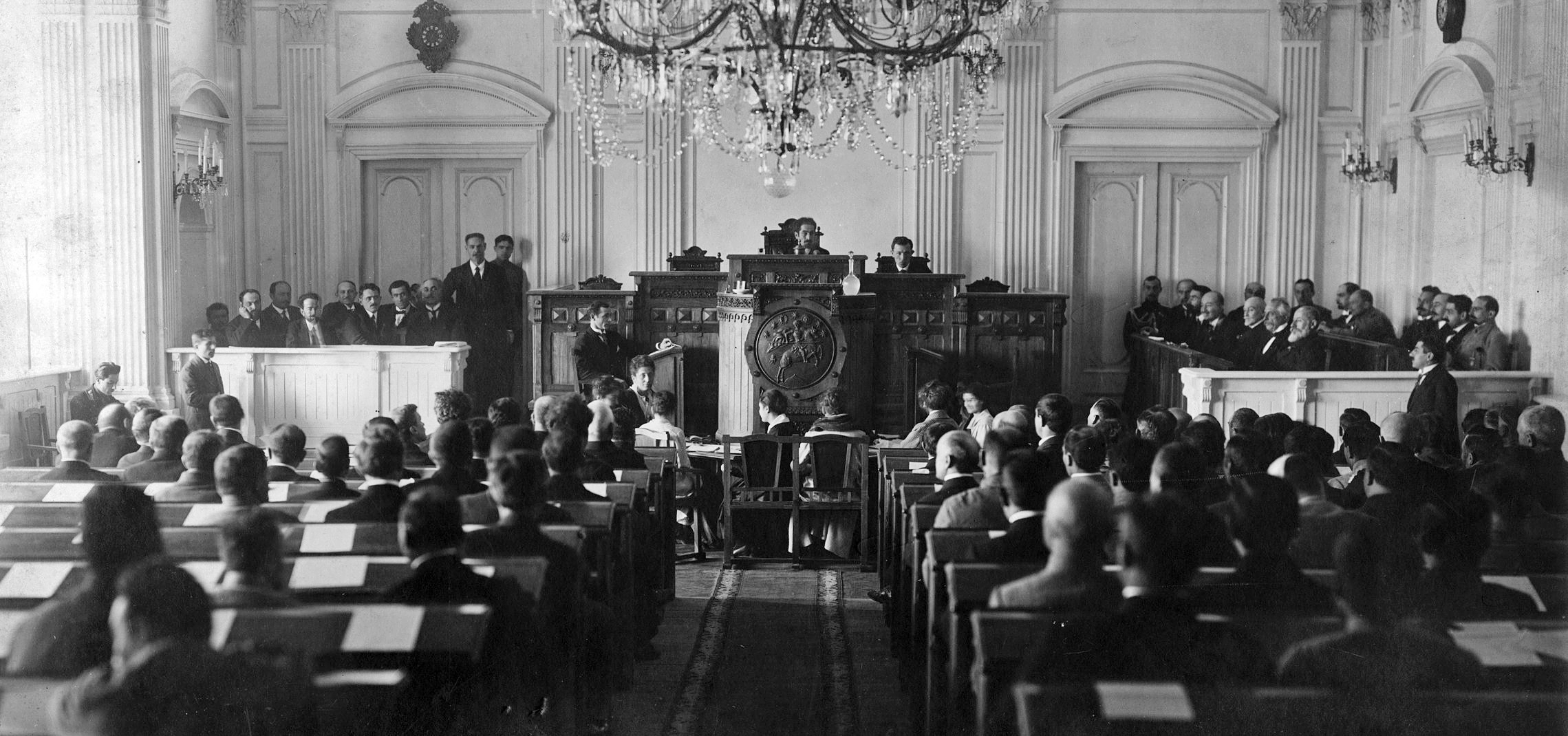
Учредительное собрание Грузии

В 1907 году окончил юридический факультет Московского университета.
С 1908 года сотрудничал в Московской судебной палате.
С 1910-х годов жил в Сухумие, занимался юридической практикой. Был членом Сухумского сельскохозяйственного общества. В 1917—1918 годах — комиссар Сухумского района.
Член Национального совета Абхазии, входил в состав конституционной делегации.
12 марта 1919 года избран членом Учредительного собрания Республики Грузия по списку Социал-демократической партии Грузии.
В 1921 году, после советизации Грузии, работал в Тифлисском кооперативном союзе (?). В 1923 году был членом президиума Консультативного совета Абхазской АССР.
В 1931 году арестован ОГПУ СССР. 8 июня 1931 года приговорён к 3 годам лишения свободы. Дальнейшая судьба неизвестна.